# Henricus Aloysius Brückner
Henricus Aloysius Brückner (2. polovina 17. století) byl hudební skladatel žijící v Čechách.

## Život
O jeho životě není téměř nic známo. Nejen, že nejsou známa data jeho narození a úmrtí, ale ani není jasné, jaké byl národnosti a kde konkrétně působil. Pouze z toho, že v českých zámeckých a klášterních archivech bylo nalezeno největší množství jeho skladeb, se soudí, že žil v Čechách. Některé jeho skladby se dochovaly i v Berlíně.
Datovány jsou mše nalezené v hudebním archivu kroměřížského zámku letopočty 1671 a 1672. Rovněž Requiem na smrt kardinála Harracha lze přesně určit do roku 1687. Inventář koleje piaristů ve Slaném uvádí 26 chrámových skladeb z let 1661–1697.

## Dílo
Kromě mnoha chrámových skladeb komponoval Brückner i komorní hudbu a orchestrální skladby. Jsou stálé živé a jsou trvalou součástí repertoáru komorních souborů i dnes.